# Mestna palača, Potsdam
Mestna palača v Potsdamu (nemško Potsdamer Stadtschloss) je stavba v Potsdamu v Nemčiji, ki stoji na Alter Markt (Starem trgu), poleg cerkve sv. Nikolaja (Nikolaikirche). Bila je druga uradna rezidenca (zimska rezidenca) mejnih grofov in volilnih knezov Brandenburga, kasnejših pruskih kraljev, pruskih kraljev in nemških cesarjev.
Močno poškodovana v drugi svetovni vojni in pozneje porušena s strani vzhodnonemškega komunističnega režima, je bila delna rekonstrukcija z zgodovinskimi fasadami in sodobno notranjostjo dokončana konec leta 2013. Stavba je od takrat služila za namestitev parlamenta zvezne dežele Brandenburg.

## Zgodovina
Baročna palača je bila zgrajena na mestu prejšnje utrdbe med letoma 1662 in 1669 pod volilnim knezom Friderikom Viljemom in jo je med letoma 1744 in 1752 obnovil Georg Wenzeslaus von Knobelsdorff pod Friderikom II., ki je opravil dodatno notranjo dekoracijo. Bila je eden najpomembnejših primerov fredericijanskega rokokoja.
Med zavezniškim bombardiranjem 14. aprila 1945 je bila Mestna palača bombardirana in požgana, a je preživelo 83 odstotkov stavbe. Vendar pa je vladajoča komunistična stranka (uradno ime: Socialistična enotna stranka Nemčije, SED) ruševine leta 1960 porušila iz ideoloških razlogov. Nekdanja kohezivna Alter Markt je izgubila obraz. Edini ohranjeni del palače so bili hlevi, v katerih je danes Muzej filma v Potsdamu.
Leta 1991 se je na mestu Mestne palače začela gradnja sodobnega gledališča, ki je bilo prvotno načrtovano v času NDR. Vendar je projekt zastal. Čeprav je bilo postavljeno nekaj jeklenega ogrodja, so ga pozneje podrli.

## Rekonstrukcija
Po padcu Berlinskega zidu je vladajoča Stranka demokratičnega socializma (nekdanja vzhodnonemška komunistična SED) dvakrat zavrnila pobude za obnovo palače. Vendar pa je leta 1996 močno spodbudo zagotovil Potsdamski projekt, ki ga je vodila Poletna akademija za mlade arhitekte Londonskega inštituta za arhitekturo valižanskega princa. Projekt je predlagal ponovno vzpostavitev zgodovinskega odtisa palače z delno rekonstrukcijo.
Berlinski odvetnik in nepremičninski podjetnik Michael Schöne, ki je kupoval in prenavljal stare stavbe, je bil zaskrbljen zaradi opustošenosti mesta, saj je verjel, da Potsdam ne bo nikoli deloval, dokler ne bo obnovljeno njegovo jedro. Leta 1996 je začel prvi poskus obnove z ustanovitvijo sklada. Vizija je bila, da bi bila nova palača dom galerij, muzejev in kavarn ali stanovanj in pisarn v zgornjem nadstropju. Toda nasprotovanje različnih potsdamskih klik je projekt premagalo in zbrani denar je bil vrnjen donatorjem.
Vendar je kmalu zatem politik PDS Birgit Müller, takratna predsednica mestnega sveta, privolila v podporo obnovi glavnega portala palače, vrat Fortune. Šlo je za majhno časovno okence, saj bo PDS kmalu tudi uradno nasprotovala obnovi. Schöneja je podprla tudi SPD pod vodstvom Matthiasa Platzecka. Leta 1996 je bilo ustanovljeno združenje Stadtschlossverein, katerega predsednik je bil Schöne. Velike donacije televizijskega voditelja Güntherja Jaucha in Zveznega združenja nemške cementne industrije, ki ga je vodil Jürgen Lose, so omogočile obnovo vrat Fortune. Dokončana so bila oktobra 2002. Struktura je veljala za vabo za spodbujanje ponovne gradnje same palače, čemur je še vedno nasprotovala politična levica.
V dramatičnem nočnem glasovanju je leta 2000 mestni svet Potsdama glasoval za obnovo, vendar to ni imelo nobene podpore na državni ravni in takrat je bila recesija. Ko se je gospodarstvo izboljšalo, je maja 2005 prišlo do dogovora, da se bo parlament preselil iz svoje stavbe NDR v novo stavbo parlamenta v zunanjih oblikah zgodovinske palače. Kljub temu je imela obnova še vedno močne nasprotnike. Rainer Speer iz SPD, takratni finančni minister, je večkrat poskušal ustaviti projekt.
Leta 2007 je bil izveden referendum, na katerem so se odločili o treh možnostih gradnje preostalega dela območja. Levica je bila osupla, ko se je volitev udeležilo skoraj 50 odstotkov volivcev (precej več kot na volitvah v Evropski parlament), in odločno glasovala za obnovo Palače. »To ni tisto, kar smo želeli«, je po glasovanju izjavil parlamentarni vodja Levice Hans-Jürgen Scharfenberg, »vendar bomo spoštovali odločitve ljudi«.
Razpisan je bil arhitekturni natečaj. Prvotni načrt je bil, da bi bila samo glavna severna fasada zgodovinska rekonstrukcija, s krili in moderno notranjostjo, Združenje mestnih palač pa se je balo, da bi »stroškovno optimizirana arhitektura« opustila številne zgodovinske elemente. Dva dni pred zaključnim sestankom tekmovanja žirije je predsednika vlade poklical programski mogotec Hasso Plattner, ki je ponudil donacijo v višini 20 milijonov evrov za rekonstrukcijo celotne zgodovinske fasade – takrat največja donacija v Nemčiji s strani posameznika. Plattner je pozneje zagotovil dodatno veliko donacijo, da bi lahko streho prekrili z izvirnim bakrom. Palača je bila dokončana konec leta 2013. Notranjost, ki je sodobna, ima sedež parlamenta zvezne dežele Brandenburg.
Na eni od sten palače je napis Ceci n'est pas un château (Varljivost podob), aluzija na sliko Renéja Magritta Izdajstvo podob - Ceci n'est pas une pipe.

## Galerija
- Mestna palača v Potsdamu leta 1773
- Mestna palača v Potsdamu leta 1928
- Palača pred uničenjem
- Po drugi svetovni vojni v ruševinah
- Preostali hlevi 2005
- Pogled na prazen Stari trg leta 2007 z rekonstruiranimi vrati Fortuna
- Gradbišče 2010
- Gradbišče 2012
- Rekonstruirana palača leta 2016
- Čajnica, Stadtschloss, Potsdam, 1930